# Fatores de produção

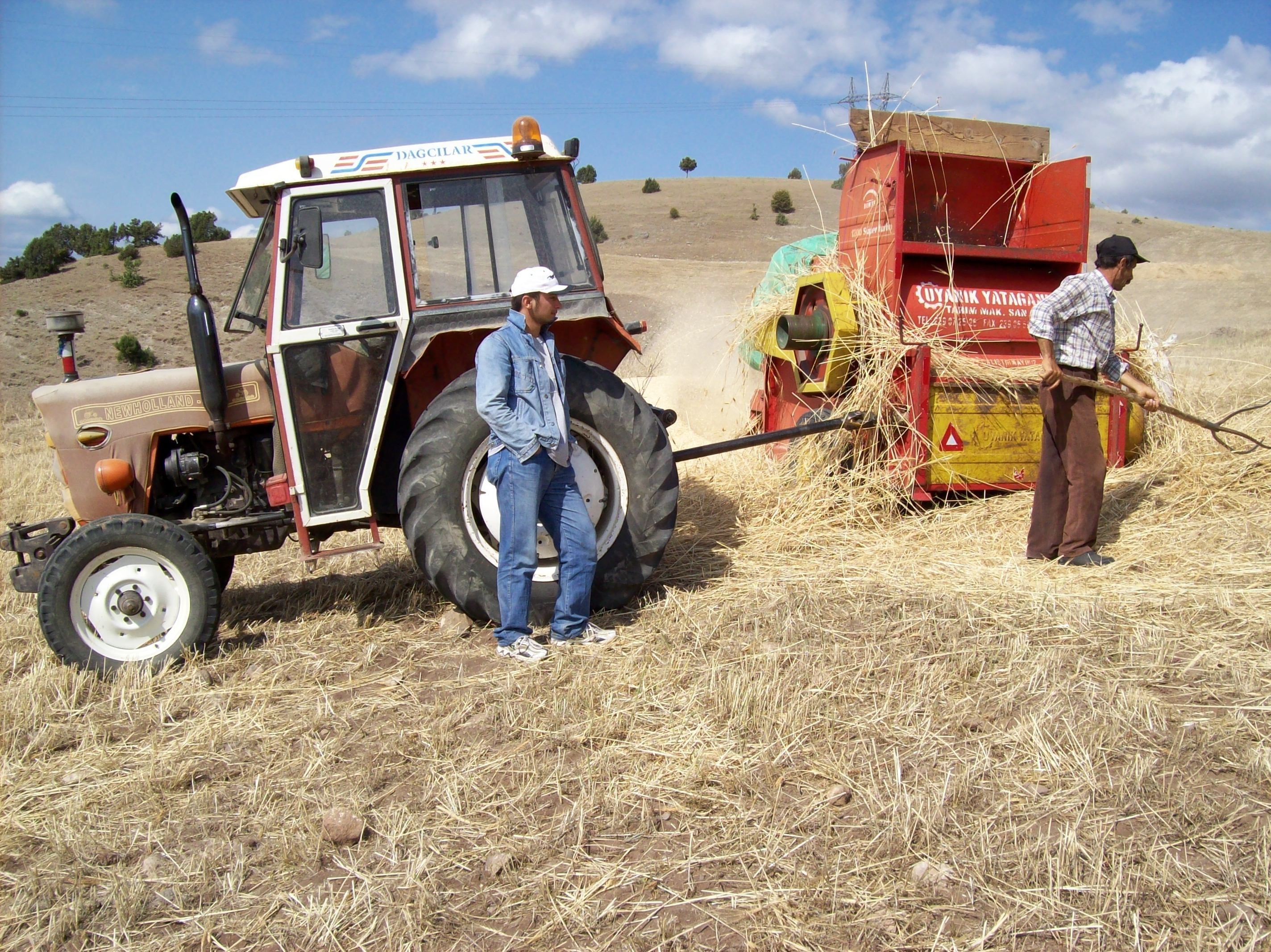
Terra, trabalho e capital, os três recursos fundamentais.

Em economia, fatores de produção, ou recursos  são   elementos indispensáveis ao processo produtivo de bens materiais.  Tradicionalmente,  consideram-se como fatores de produção, a terra, o trabalho e o capital.

## Fatores naturais, trabalho e capital
Tradicionalmente, os economistas, e particularmente desde Jean Baptiste Say, os fatores de produção têm sido apontados em todo o processo produtivo como sendo: a terra (terras cultiváveis, floresta, minas, recursos naturais), trabalho (o homem) e o capital (máquinas, equipamentos, instalações).
Mas aqueles economistas, já incluíam no conceito económico de terra, não apenas o solo, o que era arável, mas todos os fatores naturais de produção. Assim, para além do solo, incluíam o subsolo, a capacidade energética do mar, os cursos de água, do vento, da luz solar, etc. Por esta razão, alguns autores preferem referir-se aos fatores naturais de produção, abrangendo nesta noção a terra, o solo e também outras forças naturais.
O homem tem de empregar trabalho, com maior ou menor esforço, para aproveitamento dos fatores naturais, ou seja, é necessário revolver a terra, semeando, plantando, fertilizando, colhendo, e também caçando, pescando, domesticando animais, etc. Deste modo, o trabalho insere-se entre os fatores produtivos.
Para melhor aproveitar a natureza, o homem, tem de construir instrumentos, que embora não lhe ofereçam satisfações diretas, irão a breve trecho, facilitar o aproveitamento. Os instrumentos usados para um melhor aproveitamento da natureza constituem o capital. Assim, também este capital, verdadeiramente fundamental, se inclui entre os fatores produtivos. O Capital pode ser material, financeiro, humano e intelectual.  Esta separação do capital intelectual e humano visa esclarecer a diferença entre a pessoa física e a capacidade racional do homem.
O número e definição dos fatores variam, dependendo do propósito teórico, ênfase empírica, ou escola econômica.

## Fatores da organização, das instituições sociais e dos riscos
Aos três fatores apontados: terra, trabalho e capital o economista inglês Alfred Marshall, acrescentou um fator que designou por organização. A organização é uma realização social através da qual se agrupam meios variados para atingir os objetivos, podendo ser imaginados como insumos necessários para produzir o serviço ou o produto final.
No princípio, não se mostraram os economistas muito favoráveis a admitir entre os fatores produtivos as instituições sociais. No entanto, é incontestável a importância destas instituições, tendo em conta que o nível moral das populações se reflete na produtividade do trabalho, na formação do capital e nos hábitos de consumo. Também, no domínio do risco e o domínio da incerteza a dificuldade em entender que estes são fatores produtivos, aos quais corresponderão, o prémio de seguro e o lucro, duas formas de remuneração bem particulares.